# Narodziny Jana Chrzciciela
Narodziny Jana Chrzciciela – jedna z kilku miniatur pochodzących z Godzinek turyńsko-mediolańskich (fol.93v) autorstwa Mistrza G, identyfikowanego z Janem van Eyckiem.
Temat został zaczerpnięty z Nowego Testamentu, z Ewangelii Łukasza. Nawiązuje do cudownego poczęcia Jana przez Elżbietę. W średniowieczu, za sprawą Złotej legendy, historia narodzin Jana i okoliczności jego poczęcia została jeszcze bardziej rozwinięta.

## Opis
Scena rozgrywa się w bogatym piętnastowiecznym pomieszczeniu. Wśród drobiazgowo i w realistyczny sposób przedstawionych przedmiotów, artysta umieścił wielkie łoże z czerwonym baldachimem. W nim, Elżbieta oddaje swoje nowo narodzone dziecko akuszerce. Głowę niemowlęcia otacza aureola. Z prawej strony, u dołu, przedstawiona została Maria. Zgodnie z Ewangelią Łukasza, Maria miała odwiedzić Elżbietę w jej szóstym miesiącu ciąży; nic nie wiadomo natomiast o jej obecności podczas narodzin Jana. Van Eyck dodając ten wątek do narracji sceny dokonał odstępstwa od treści Biblii. W górnym prawym rogu znajdują się otwarte drzwi, za którymi widać postać męża Elżbiety, Zachariasza. Mężczyzna jest pogrążony w lekturze i zgodnie z ówczesnym zwyczajem nie mógł uczestniczyć w połogu.